# 루크 아모스
루크 아모스 (Luke Ayodele Amos)는 퀸스 파크 레인저스에서 뛰고 있는 잉글랜드 국적의 수비형 미드필더이다.